# Sedes sapientiae

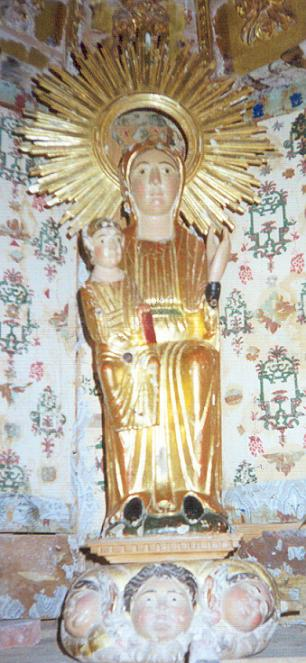
La «Virgen de Marcuello», una imatge del tipus sedes sapientiae del segle XIII

Sedes sapientiae (llatí per «seu de la saviesa (divina)») és un concepte de l'art cristià derivat de les Lletanies lauretanes. En referència al tron de Salomó, esmentat a l'Antic Testament, denomina un tipus d'imatge que representa a la Mare de Déu amb l'infant Jesús assegut a la seva falda. Aquest tema, que simbolitza l'Església basada en la saviesa divina, és típic de l'art romànic.